# 抱きしめて (チェキッ娘の曲)
「抱きしめて」（だきしめて）はチェキッ娘の1枚目のシングル。
作詞・作曲を「Я・Ｋ」こと河村隆一が、編曲を元レベッカの土橋安騎夫が手掛けている。

## 収録曲
1. 抱きしめて
作詞・作曲: Я・Ｋ / 編曲: 土橋安騎夫
2. 抱きしめて（オリジナルカラオケ）

## 概要
- チェキッ娘のデビューシングルであり、CDデビューは『DAIBAッテキ!!』の1998年11月2日の生放送の中で発表された。DAIBAッテキ!!の放送の中では、1998年11月30日放送で初めて披露された[1]。
- ジャケット写真は、宮澤正明の撮影によるものである[2]。
- レコーディングに参加したメンバーは、ID番号順に田中里奈（001）から久志麻理奈（010）までの9人。ジャケット写真に写っているメンバーも9人のみだった。なお、この時はメインボーカルを務める「フロントメンバー」がまだなく、参加した9人全員にソロで歌うパートがある。
- 初回限定盤には、チェキッ娘の特製シールが封入されていた。またカップリング曲がなかったことから、価格が630円と、同じくカップリング曲なしだった「ドタバタギャグの日曜日」以外の他のシングルより安価で発売されていた。
- 作詞・作曲を手掛けたЯ・K（河村隆一）は、河村隆一名義で本曲と同名タイトルの曲「抱きしめて」を2010年1月20日にリリースしているが、この曲は全く異なる曲である。